# Yo soy Kids
Yo soy Kids fue un concurso de imitación musical infantil peruano producido por Endemol. Se estrenó el 9 de marzo de 2014 por Latina Televisión.
La temporada 8, titulada Yo soy 10 años: Duplas Perfectas, se estrenó el 19 de marzo de 2022.

## Concepto
El programa cuenta con tres jueces encargados de seleccionar a las personas que sean más parecidas al artista que ellos mismos seleccionaron, tanto por su voz como por el parecido físico. El jurado es el encargado de seleccionar a los participantes que quedarán clasificados para aparecer en las "galas", en las cuales competirán por llegar a la final.

## Elenco

### Presentadores
Karen Schwarz y Nicolás Galindo son los actuales presentadores del programa. Desde la primera temporada el presentador fue Cristian Rivero hasta la tercera temporada, en donde compartió labores con Adolfo Aguilar y Óscar López Arias en la cuarta temporada y quinta temporada, en la sexta temporada estuvo como coconductor Rafael Cardozo.

### Jueces
Los jueces actuales son la actriz Yiddá Eslava, el actor y productor Julián Zucchi, la modelo y ganadora del concurso Miss Perú 2020, Janick Maceta; y el locutor de radio y presentador de televisión Jorge Henderson. Habiéndolo sido antes la cantante Micheille Soifer, el cantante, productor e integrante de Magneto, Mauri Stern, el cantante y exintegrante de Son by Four, Ángel López todos ellos ejerciendo estos roles en la sexta temporada, el productor y director Ricardo Morán, la actriz y presentadora Johanna San Miguel y la cantante y bailarina Daniela Darcourt, todos ellos ejerciendo estos roles desde la cuarta temporada.
El jurado original estuvo conformado por la cantante Maricarmen Marín y los presentadores María Pía Copello y Rodrigo González. Luego se incorporaron el comediante e imitador Fernando Armas y la comediante y presentadora Katia Palma por solo la tercera temporada y en el caso de Palma volviendo en la sexta temporada, en reemplazo de Copello y González. Tanto Morán como San Miguel, Marín, Armas, Palma, Stern, López, Maceta y Henderson fueron jueces del programa principal, Yo soy.

### Entrenadores
Durante solo las dos primeras temporadas, estuvieron presentes tres entrenadores de canto, los cuales se encargaban de un grupo determinado de participantes cada uno a los cuales ayudaban y enseñaban para la mejora de sus presentaciones. El niño participante que resultase ganador, también convertía en ganador a su entrenador. Los cantantes Katy Jara, Leslie Shaw y Cristopher Gianotti fueron los entrenadores en la primera temporada, mientras que en la segunda temporada ingresó la cantante Ruth Karina en reemplazo de Jara.

### Línea de tiempo del elenco
Clave de color
| Presentador | Juez | Entrenador(a) |

| Miembro del elenco  | Temporada | Temporada | Temporada | Temporada | Temporada | Temporada | Temporada | Temporada |
| Miembro del elenco  | 1         | 2         | 3         | 4         | 5         | 6         | 7         | 8         |
| ------------------- | --------- | --------- | --------- | --------- | --------- | --------- | --------- | --------- |
| Cristian Rivero     |           |           |           |           |           |           |           |           |
| Alexandra Hörler    |           |           |           |           |           |           |           |           |
| Adolfo Aguilar      |           |           |           |           |           |           |           |           |
| Óscar López Arias   |           |           |           |           |           |           |           |           |
| Rafael Cardozo      |           |           |           |           |           |           |           |           |
| Karen Schwarz       |           |           |           |           |           |           |           |           |
| Nicolás Galindo     |           |           |           |           |           |           |           |           |
| Maricarmen Marín    |           |           |           |           |           |           |           |           |
| María Pía Copello   |           |           |           |           |           |           |           |           |
| Rodrigo González    |           |           |           |           |           |           |           |           |
| Fernando Armas      |           |           |           |           |           |           |           |           |
| Ricardo Morán       |           |           |           |           |           |           |           |           |
| Johanna San Miguel  |           |           |           |           |           |           |           |           |
| Daniela Darcourt    |           |           |           |           |           |           |           |           |
| Katia Palma         |           |           |           |           |           |           |           |           |
| Mauri Stern         |           |           |           |           |           |           |           |           |
| Ángel López         |           |           |           |           |           |           |           |           |
| Micheille Soifer    |           |           |           |           |           |           |           |           |
| Jorge Henderson     |           |           |           |           |           |           |           |           |
| Janick Maceta       |           |           |           |           |           |           |           |           |
| Yiddá Eslava        |           |           |           |           |           |           |           |           |
| Julián Zucchi       |           |           |           |           |           |           |           |           |
| Katy Jara           |           |           |           |           |           |           |           |           |
| Leslie Shaw         |           |           |           |           |           |           |           |           |
| Cristopher Gianotti |           |           |           |           |           |           |           |           |
| Ruth Karina         |           |           |           |           |           |           |           |           |

## Temporadas
La primera temporada, estrenada el 9 de marzo de 2014, es conducida por Cristian Rivero y Alexandra Hörler, el jurado está integrado por la expresentadora infantil María Pía Copello, la cantante y actriz Maricarmen Marín y el presentador y comentarista de espectáculos Rodrigo González Lupis. Los entrenadores vocales del programa son los cantantes Katy Jara, Leslie Shaw y Cristopher Gianotti.
El 6 de noviembre de 2017, después de 3 años, se estrenó una nueva temporada de Yo soy Kids, por la productora Rayo en la Botella, Desde esta temporada se presenta más semejanza con las temporadas regulares de Yo Soy (Perú). Es conducida por Adolfo Aguilar y Cristian Rivero, mientras que el jurado está integrado por la propia Maricarmen en compañía de la comediante, actriz y presentadora Katia Palma y el comediante e imitador Fernando Armas.
El 2 de diciembre de 2019, regresó con la conducción de Óscar López Arias  y del jurado está compuesto por la comediante, actriz y presentadora Johanna San Miguel, la cantante Daniela Darcourt y el productor, escritor y director Ricardo Morán.
El 17 de mayo de 2021, regresó con el nombre de Yo soy: Nueva generación, con la conducción de Karen Schwarz y la coconduccion de Rafael Cardozo  y del jurado compuesto por la comediante, actriz y presentadora Katia Palma, la cantante Michelle Soifer, el productor y cantante mexicano, conocido por ser integrante del grupo Magneto, Mauri Stern; y el cantante puertorriqueño Ángel López, exintegrante de la exboyband y actual grupo de música católico Son by Four.
El 31 de enero de 2022, regresó con el nombre de Yo soy: Nueva generación, con la conducción de Karen Schwarz y la coconduccion de Nicolás Galindo  y del jurado compuesto por la actriz Yiddá Eslava, el actor y productor Julián Zucchi, la modelo y ganadora del concurso Miss Perú 2020, Janick Maceta; y el locutor de radio y presentador de televisión Jorge Henderson.
El 19 de marzo de 2022, regresó con el nombre de Yo soy 10 años: Duplas Perfectas, siendo la temporada estelar en qué se unen las versiones de adultos y de niños de este programa antes de su temporada final en la versión de adultos del programa. Contó con la conducción de Adolfo Aguilar y Karen Schwarz, mientras que el jurado estuvo compuesto por la comediante, actriz y presentadora Katia Palma, el locutor de radio y presentador de televisión Jorge Henderson, el productor y cantante mexicano Mauri Stern y la cantante y actriz Maricarmen Marín, quien regresa después de dos temporadas ausente luego de su lesión, y posteriormente de su embarazo.
| Temporada | Temporada | Concursantes | Título             | Episodios | Episodios | Emisión original       | Emisión original         | Ganador(es)                   | Artista imitado |
| Temporada | Temporada | Concursantes | Título             | Episodios | Episodios | Primera emisión        | Última emisión           | Ganador(es)                   | Artista imitado |
| --------- | --------- | ------------ | ------------------ | --------- | --------- | ---------------------- | ------------------------ | ----------------------------- | --------------- |
|           | 1         | 13           | Primera temporada  | 14        | 14        | 9 de marzo de 2014     | 8 de junio de 2014       | Lita Pezo                     | Isabel Pantoja  |
|           | 2         | 14           | Segunda temporada  | 14        | 14        | 15 de junio de 2014    | 13 de septiembre de 2014 | Erick Napa                    | José Feliciano  |
|           | 3         | 17           | Tercera temporada  | 30        | 30        | 6 de noviembre de 2017 | 15 de diciembre de 2017  | Julieta Ballón                | Mon Laferte     |
|           | 4         | 12           | Cuarta temporada   | 30        | 30        | 2 de diciembre de 2019 | 13 de enero de 2020      | Paulina Villalobos            | Isabel Pantoja  |
|           | 5         | 18           | Quinta temporada   | 39        | 39        | 14 de enero de 2020    | 6 de marzo de 2020       | Dayron Aranguren              | Manuel Donayre  |
|           | 6         | 36           | Nueva generación   | 23        | 23        | 17 de mayo de 2021     | 14 de junio de 2021      | Fiorella Caballero            | Laura Pausini   |
|           | 7         | 80           | Nueva generación 2 | 40        | 40        | 31 de enero de 2022    | 18 de marzo de 2022      | Luigui Jesús                  | José José       |
|           | 8         | 23           | Duplas perfectas   | 28        | 28        | 19 de marzo de 2022    | 23 de abril de 2022      | Danniel Reyes y Alberto Mejía | Héctor Lavoe    |

## Recepción
Su debut obtuvo 14,8 puntos y lideró el ráting dominical.

## Datos adicionales
- Las temporadas de 2014 de Yo soy Kids presentan ciertas diferencias con las temporadas de 2017, 2019 y 2020, a su vez, esta primera presentaba un formato más similar a las temporadas regulares de Yo soy:
  - En el 2014, durante la etapa de los casting, los concursantes estaban solos en todo el formato (Entrevista y casting), en el 2017, durante la entrevista y al finalizar su casting, independientemente del resultado final, los concursantes estaban acompañados de sus familiares.
  - Las temporadas del 2014 contaban con coaches encargados de entrenar a los concursantes, en la temporada de 2017, no hay coaches y en su lugar, los concursantes son entrenados por los mismos profesores que entrenaban a los concursantes de Yo soy.
  - En el 2014, había algún participante considerado como el mejor de la gala, en el 2017, esto no se presenta.
  - En las temporadas de 2014, al emitirse solo los domingos, todos los concursantes tenían que presentarse en el mismo día, mientras que en el 2017, al emitirse de lunes a viernes, se dividen al azar a los concursantes para presentarse en diferentes días.
  - En el 2014, la eliminación era en el mismo día que la noche de sentencia (Además que solo eran 2 concursantes los sentenciados), en el 2017, al igual que en Yo Soy, la noche de eliminación va separada de la noche de sentencia, con una cantidad más amplia de sentenciados.
  - En el 2014, a excepción de Maricarmen Marín, había otros jurados y conductores (en ese tiempo la conducción de Yo soy estaba a cargo de Adolfo Aguilar y Karen Schwarz) en comparación a Yo soy. En el 2017, tanto los conductores como los jurados son los mismos de Yo soy, a excepción de Ricardo Morán, en su lugar estuvo Fernando Armas, quien fue jurado en las primeras temporadas de Yo soy. Entre el 2019 y 2020, están los mismos jurados de Yo soy, a excepción de Katia Palma, en su lugar está la cantante Daniela Darcourt, además hay otro conductor, ya que Cristian Rivero es conductor de Yo soy.
- Dos participantes ganaron imitando a la misma artista (Isabel Pantoja), en diferentes temporadas siendo Lita Pezo en la primera temporada y Paulina Villalobos en la cuarta temporada.
- En la tercera temporada, dos concursantes presentan un vínculo familiar con algunos participantes de alguna de las temporadas de Yo soy: El imitador de Luis Miguel, Steven Soto, es hermano menor del imitador de Germaín de la Fuente, Jean Carlos Soto (participante de la decimoctava temporada de Yo soy), mientras que la imitadora de Natalia Jiménez, Mía Andonaire, es hija de la imitadora de Miriam Cruz, Erika Tapia (participante de la decimoquinta temporada de Yo soy).
- En la quinta temporada del año 2020, participaron 2 hermanas juntas: Mayrely Caballero (Jeanette) y Fiorella Caballero (Laura Pausini), esto mismo pasó en Yo soy en la séptima temporada, donde los hermanos Fernando Reyna (Noel Schajris) y Pedro Reyna (Chris Martin) también compitieron juntos.
- El imitador de José José de la segunda temporada de Yo soy Kids, José Eduardo Pinedo, participó en la decimoséptima temporada de Yo soy de adultos.
- La imitadora de Isabel Pantoja y ganadora de la primera temporada de Yo soy Kids, Lita Pezo, participó en la vigesimosexta temporada de Yo soy y en la trigesimoprimera temporada Yo soy de adultos.
- El imitador de Kurt Cobain de la cuarta temporada de Yo soy Kids, Marco Padilla, participó en la trigésima temporada de Yo soy y en la trigesimoprimera temporada Yo soy de adultos.